# Tour de France de 1922
O Tour de France de 1922, foi a décima sexta versão da competição realizada entre os dias 25 de junho e 23 de julho de 1922.
Foi percorrida a distância de 5.372 km, sendo a prova dividida em 15 etapas. O vencedor alcançou uma velocidade média de 24,202 km/h.
Participaram desta competição 139 ciclistas, chegaram em Paris 48 ciclistas.

## Resultados

### Classificação geral

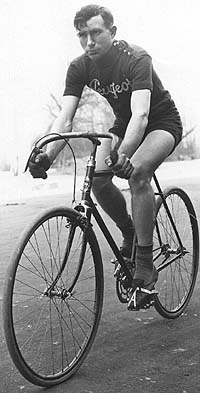
Firmin Lambot
ciclista belga (1886-1964).>

| Posição | Nome              | País    | Tempo velocidade média   |
| ------- | ----------------- | ------- | ------------------------ |
| 1       | Firmin Lambot     | Bélgica | 222h 08' 06" 24,202 km/h |
| 2       | Jean Alavoine     | França  | 41' 15"                  |
| 3       | Félix Sellier     | Bélgica | 42' 02"                  |
| 4       | Hector Heusghem   | Bélgica | 43' 56"                  |
| 5       | Victor Lenaers    | Bélgica | 45' 32"                  |
| 6       | Hector Tiberghien | Bélgica | 1h 21' 35"               |
| 7       | Léon Despontin    | Bélgica | 2h 24' 29"               |
| 8       | Eugène Christophe | França  | 3h 25' 29"               |
| 9       | Jean Rossius      | Bélgica | 3h 26' 06"               |
| 10      | Gaston Degy       | França  | 3h 49' 13"               |

### Etapas
| Etapa | Data        | Percurso                     | km  | Vencedor da etapa | Líder classificação geral |
| 1ª    | 25 de junho | Paris - Le Havre             | 388 | Robert Jacquinot  | Robert Jacquinot          |
| 2ª    | 27 de junho | Le Havre - Cherburgo         | 364 | Romain Bellenger  | Robert Jacquinot          |
| 3ª    | 29 de junho | Cherburgo - Brest            | 405 | Robert Jacquinot  | Robert Jacquinot          |
| 4ª    | 1 de julho  | Brest - Les Sables d'Olonne  | 412 | Philippe Thijs    | Eugène Christophe         |
| 5ª    | 3 de julho  | Les Sables d'Olonne - Baiona | 482 | Jean Alavoine     | Eugène Christophe         |
| 6ª    | 5 de julho  | Baiona - Luchon              | 326 | Jean Alavoine     | Eugène Christophe         |
| 7ª    | 7 de julho  | Luchon- Perpignan            | 323 | Jean Alavoine     | Jean Alavoine             |
| 8ª    | 9 de julho  | Perpignan - Toulon           | 411 | Philippe Thijs    | Jean Alavoine             |
| 9ª    | 11 de julho | Toulon - Nice                | 284 | Philippe Thijs    | Jean Alavoine             |
| 10ª   | 13 de julho | Nice - Briançon              | 274 | Philippe Thijs    | Jean Alavoine             |
| 11ª   | 15 de julho | Briançon - Genebra           | 260 | Émile Masson      | Jean Alavoine             |
| 12ª   | 17 de julho | Genebra - Estrasburgo        | 371 | Émile Masson      | Hector Heusghem           |
| 13ª   | 19 de julho | Estrasburgo - Metz           | 300 | Federico Gay      | Firmin Lambot             |
| 14ª   | 21 de julho | Metz - Dunkerque             | 432 | Félix Sellier     | Firmin Lambot             |
| 15ª   | 23 de julho | Dunkerque - Paris            | 325 | Philippe Thijs    | Firmin Lambot             |

CR = Contra-relógio individual
CRE = Contra-relógio por equipes